# Tokwane Ngundu
Tokwane Ngundu est une ville du Zimbabwe située dans la province de Masvingo. Sa population est estimée à 11 457 habitants en 2007.